# Yaeyama (Schiff, 1932)
Die Yaeyama (japanisch 八重山) war ein kleinerer Minenleger der Kaiserlich Japanischen Marine, der in den frühen 1930er Jahren in Dienst genommen wurde und der sowohl im zweiten japanisch-chinesischen Krieg sowie später auch vor allem im Zweiten Weltkrieg zum Einsatz gelangte. Das Schiff war benannt nach der südwestlich der Präfektur Okinawa liegenden Yaeyama-Inselgruppe; zum Zeitpunkt der Indienstnahme war es das zweite Schiff in der Geschichte der japanischen Marine, das den Namen Yaeyama trug. Gebaut wurde der Minenleger von der staatlichen Marinewerft in Kure, wobei die Kiellegung am 2. August 1930 stattfand. Nach dem Stapellauf am 15. Oktober 1931 wurde das Einzelschiff am 31. August 1932 in Dienst gestellt.

## Technische Aspekte
Die Yaeyama besaß eine maximale Länge von 93,50 Meter, die Breite betrug 10,65 Meter. Der Tiefgang lag im Durchschnitt bei etwa 2,85 Meter, im voll ausgerüsteten Zustand bei 3,04 Metern. Angetrieben wurde das rund 20 Knoten (etwa 37 km/h) schnelle Schiff – bei Testfahrten konnte eine Höchstgeschwindigkeit von 20,3 Knoten erreicht werden – von einer aus zwei Kampon-Dampfkesseln und zwei vertikal eingebauten Dreifachexpansionsmaschinen bestehenden Maschinenanlage. Die Kessel der Yaeyama wurden mit einer Mischfeuerung aus Kohle und Öl betrieben. Diese Anlage hätte entsprechend der Planungsvorgaben 4.800 PSi leisten sollen; bei Testfahrten im August 1932 wurde dieser Wert jedoch leicht überboten und die Maschine leistete maximal 5.090 PSi auf zwei Schraubenwellen, wobei die Wellen mit maximal 350 Umdrehungen pro Minute gefahren werden konnten. Mit einem Treibstoffvorrat von insgesamt 278 Tonnen Kohle und 164 Tonnen Schweröl lag die rechnerische Reichweite bei etwa 4.800 Seemeilen (bei einer sparsamen Höchstfahrt von zehn Knoten).
Der Minenleger verfügte über eine aus zwei einzeln lafettierten 12-cm-Geschützen (L/45 Typ 10) bestehende Bewaffnung, wobei je ein Geschütz vor und achteraus der Aufbauten aufgestellt war. Darüber hinaus befanden sich zwei schwere 13,2-mm-Fla-MG des Typs 93 in einer Doppellafette vor den Brückenaufbauten an Bord. Möglicherweise erhielt das Schiff in späteren Kriegsjahren, vermutlich im Winter 1943/44, noch eine Ausstattung mit einer unbekannten Anzahl von 2,5-cm-Flugabwehrkanonen (drei?). Das Schiff war ausgelegt für die Aufnahme von insgesamt bis zu 185 Seeminen des Typs 6 (Ankertaumine, 900 Kilogramm Gesamtgewicht). Von diesen wurden 50 in einem Minenmagazin mittschiffs und 35 in einem weiteren Magazin achtern mitgeführt. Die Mehrzahl der Minen (100) befand sich auf dem Oberdeck auf insgesamt vier Minenschienen, von denen aus die Minen direkt über das Heck geworfen werden konnten. Darüber hinaus führte die Yaeyama auch Sperrnetze mit sich (siehe Netzsperre). Im Winter 1943/44 erhielt der Minenleger zur Verbesserung der U-Jagd-Befähigungen ferner ein Typ-93-Sonar sowie insgesamt 36 Wasserbomben und vermutlich vier Wasserbombenwerfer Typ 81. Es hat allerdings den Anschein, als wenn die Minenschienen zu diesem Zeitpunkt und parallel zu diesen Modifikationen teilweise ausgebaut wurden.

## Dienstzeit
Nach der Indienststellung wurde die Yaeyama dem Marinedistrikt Sasebo als Wachschiff und Tender zugewiesen und verblieb zunächst für einige Jahre in dieser Funktion. Im Herbst 1936 erlitt der Minenleger während eines Manövers auf hoher See in einem Sturm beträchtliche Seeschäden. Bei der Reparatur in Sasebo wurden die Rumpfverbände nach diesem Vorfall deutlich verstärkt und zusätzliches Ballastmaterial im Rumpf untergebracht, was eine Erhöhung der maximalen Wasserverdrängung um rund 250 ts auf 1.631 ts (von zuvor 1.384 ts) mit sich brachte. (Dieser Wert wird auch im nebenstehenden Informationsblock genutzt.)
Nachdem im Juli 1937 der zweite Krieg zwischen Japan und China ausgebrochen war, wurde das Schiff im August 1937 zum Flaggschiff des 11. Kanonenboot-Geschwaders von Kaigun-Shōshō Tanimoto Umataro ernannt. In dieser Funktion beteiligte sich der auf dem Jangtsekiang operierende Minenleger im gleichen Monat an der Schlacht um Shanghai und unterstützte unter anderem die Anlandung von Speziallandungskräften der japanischen Marine. Im Rahmen dieser Schlacht evakuierte das 11. Kanonenboot-Geschwader ferner rund 20.000 japanische Zivilisten aus der Stadt. Nach einer Überholung in Sasebo im September 1937 wurde die Yaeyama, seit Dezember 1937 unter dem Kommando von Kaigun-Taisa Ishikawa Shingo, bis in den Sommer 1938 auf dem Jangtsekiang eingesetzt. Danach erfolgte eine zeitweilige Versetzung in die Flottenreserve.
Zwischen Herbst 1938 und Herbst 1941 nahm das Schiff zumeist Ausbildungsaufgaben wahr und sah häufiger wechselnde Kommandanten. Anfang Dezember 1941 erfolgte die Verlegung des Minenlegers zur 17. Minenleger-Division (Kaigun-Shōshō Kobayashi Tetsuri). Dieser Verband, der 3. Flotte zugeordnet, bestand aus den Minenlegern Itsukushima, Tatsumiya Maru und der Yaeyama. Zum Zeitpunkt des japanischen Angriffs auf Pearl Harbor am 7. Dezember 1941 und dem damit verbundenen Eintritt der Vereinigten Staaten in den Zweiten Weltkrieg lag der Minenleger in Palau.
Nachfolgend nahm die Yaeyama im Kontext der Operation M an der Schlacht um die Philippinen teil und war Teil der sogenannten südlichen bzw. Legaspi-Angriffsgruppe von Kaigun-Shōshō Kubo Kyuji. Zur Absicherung der Landungen auf Legaspi verlegte die Yaeyama in der Nacht des 10./11. Dezember 1941 insgesamt 133 Minen in der Straße von Surigao. Am 14. Dezember kehrte der Minenleger nach Palau zurück und wurde dort im Januar 1942 Flaggschiff der neu aufgestellten 3. Süd-Expeditionsflotte (japanisch 第三南遣艦隊, Dai-San Nanken Kantai) von Kaigun-Chūjō Sugiyama Rokuzō. Dieser Flottenverband landete am Morgen des 1. Februar 1942 Teile der japanischen 20. Division nahe Mariveles. Hierbei geriet die Yaeyama in der Nacht des 31. Januar/1. Februar 1942 in der Subic-Bucht kurzzeitig in ein Gefecht mit dem US-Schnellboot PT 32. Der Minenleger wurde bei diesem Gefecht leicht beschädigt, wobei allerdings die Angaben hinsichtlich der Schadensursache deutlich voneinander abweichen (laut US-Angaben traf möglicherweise ein Torpedo des Schnellbootes die Yaeyama, nach japanischen Angaben wurden die Beschädigungen durch Blindgänger einer Küstenbatterie verursacht). Im Nachgang wurde der Minenleger aus den Kämpfen um die Philippinen herausgelöst und nach Palau zurückverlegt.
Zwischen Juli 1942 und Sommer 1944 wurde die Yaeyama, seit Mai 1943 unter dem Kommando von Kaigun-Taisa Tsutsumi Michina stehend, fast ausschließlich im Wach- und Konvoisicherungsdienst zwischen den philippinischen Gewässern und den japanischen Mutterinseln sowie den japanischen Stützpunkten Halmahera und Morotai eingesetzt, lediglich unterbrochen von einer Generalüberholung des Schiffes im Winter 1943/44 in Japan. Dabei kamen vermutlich im Dezember 1943 insgesamt 36 Wasserbomben (siehe oben) an Bord und wurde die Minenausstattung weitgehend ausgebaut.

## Untergang
Am 24. September 1944 wurde die Yaeyama, die sich in Begleitung der beiden U-Boot-Jäger Ch-32 und Ch-39 befand,  nahe der Calamian-Inseln, etwa auf Position 12° 15′ N, 121° 0′ O, überraschend von rund 30 US-Trägerflugzeugen der Flugzeugträger Intrepid, Hornet und Cabot gesichtet und attackiert. Dieser Luftangriff stand im Zusammenhang mit großangelegten Angriffen der Task Force 38 auf das Gebiet der mittleren Philippinen, die im Kontext der alliierten Landung auf Morotai zur Entlastung geflogen wurden. Der Minenleger sowie der U-Boot-Jäger Ch-32 fielen diesem Angriff zum Opfer und sanken nach mehreren Bombentreffern. Die entscheidenden Bombentreffer auf der Yaeyama wurden vermutlich von acht SB2C-Sturzbombern der Staffel VB-2 der Hornet erzielt. Es ist unklar, wie hoch die Opferzahlen bei der Versenkung des Schiffes gelegen haben. Nach japanischen Angaben sollen allerdings 86 Besatzungsangehörige des Minenlegers gerettet worden sein, darunter auch der Kommandant, Kaigun-Taisa Tsutsumi. Zumindest wurde diese Anzahl an Überlebenden von der Yaeyama nachfolgend Einheiten an Land zugewiesen zum weiteren Einsatz bei der Verteidigung der Philippinen.